# Mischocyttarus mendax
Mischocyttarus mendax är en getingart som beskrevs av Richards 1978. Mischocyttarus mendax ingår i släktet Mischocyttarus och familjen getingar. Inga underarter finns listade i Catalogue of Life.